# 哥里
哥里（羅馬化：gori）是格鲁吉亚内卡尔特利大区哥里市鎮的城市及其行政中心，也是大区的区府。2023年人口数量为44,387人。
哥里是由格鲁吉亚最伟大的国王之一大卫四世建立，是格魯吉亞的戰略重鎮，具有通往全國東西的高速公路。
1920年，哥里曾被地震严重破坏。當地曾在2008年的俄格戰爭中被俄軍佔領。前苏联领导人约瑟夫·斯大林于1878年出生于哥里。後來在蘇聯解體後，格鲁吉亚當局對史達林與其史蹟及評價進行大清算，將當地的史達林銅像拆除，改而設立紀念2008年俄格戰爭紀念碑。

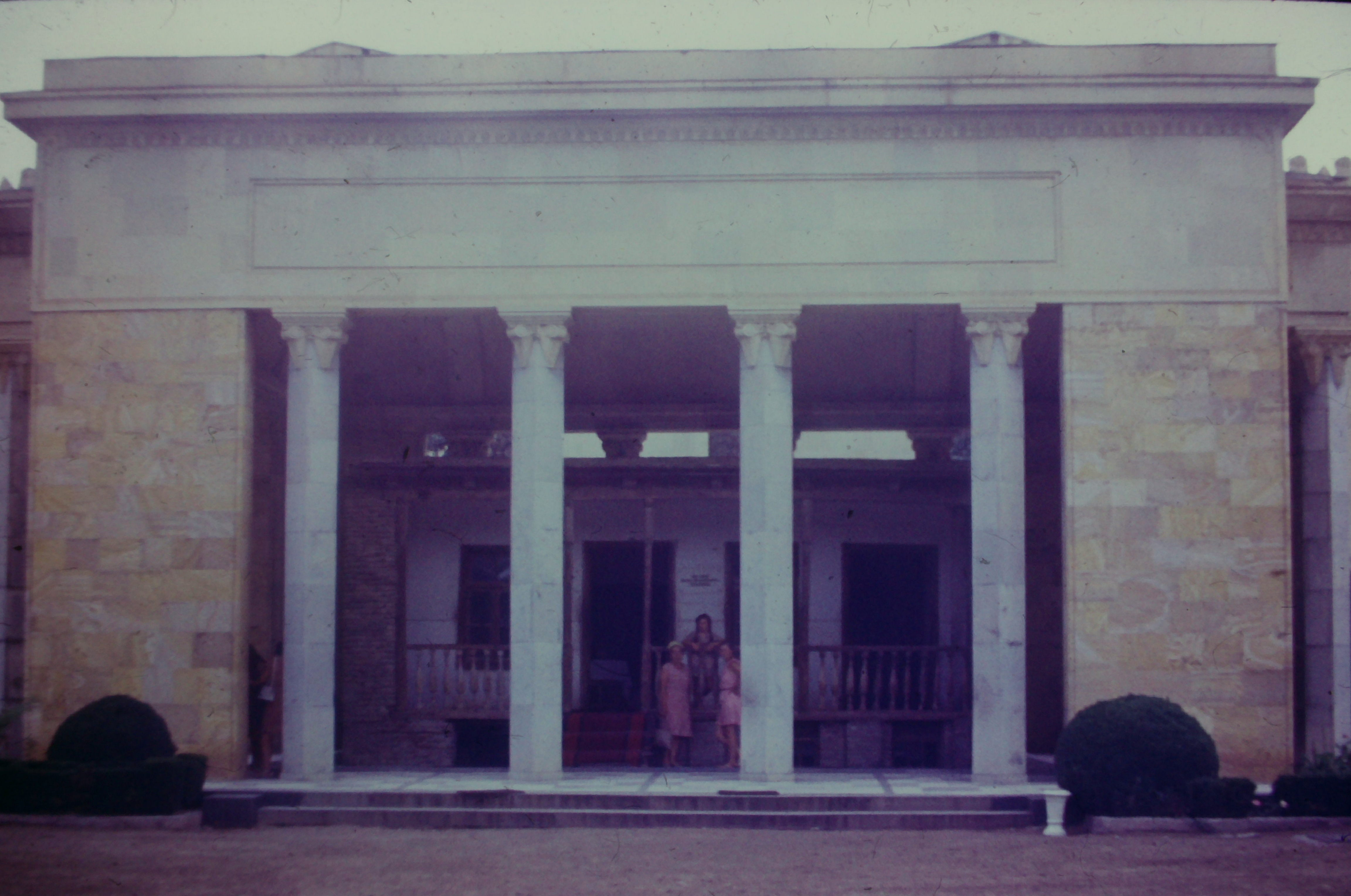
斯大林在哥里出生的房子
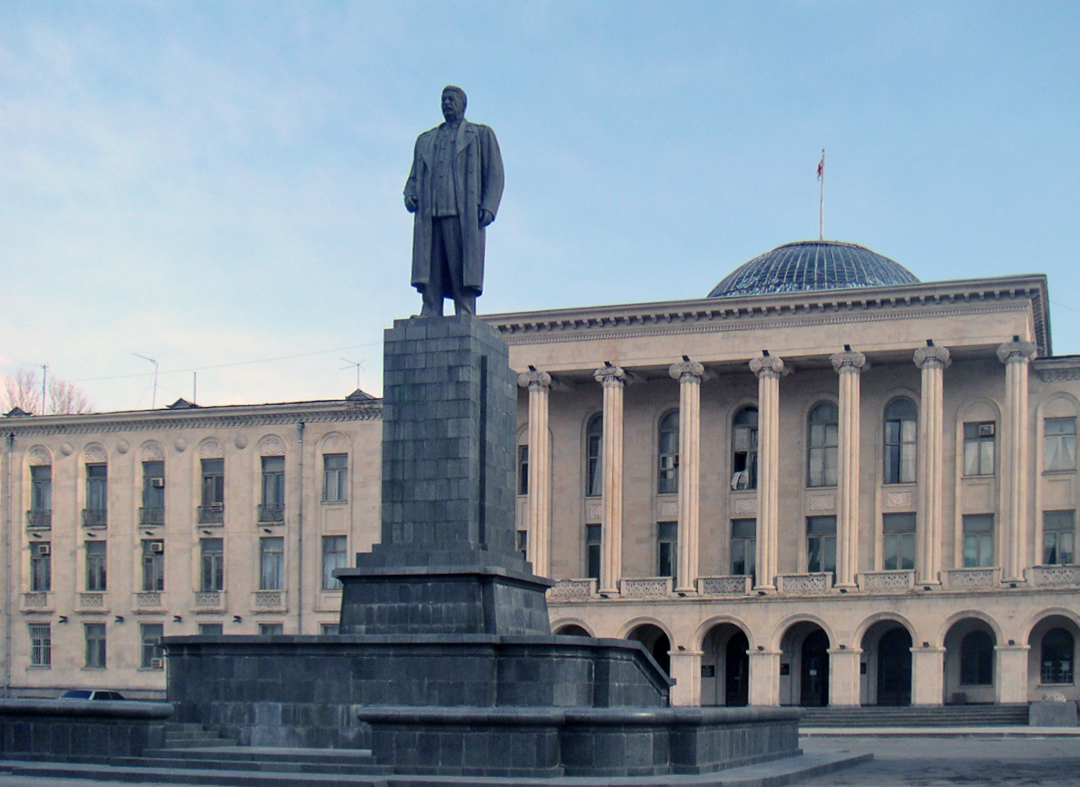
哥里市政厅前的斯大林塑像（已於2010年6月被移除[2]）